# Boston Breakers (WPS)

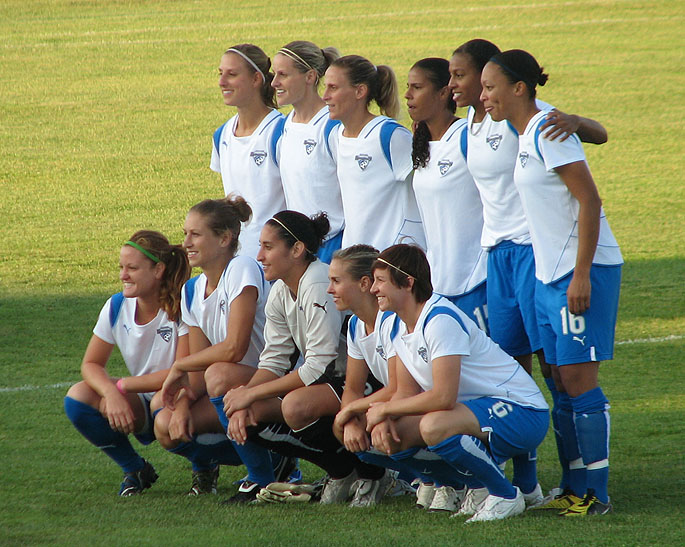
Wyjściowa jedenastka w meczu przeciwko Saint Louis Athletica.

Boston Breakers – amerykański profesjonalny kobiecy zespół piłki nożnej, występujący w Women's Premier Soccer League, Elite League z siedzibą w Bostonie. Swoje mecze w roli gospodarza rozgrywa na Harvard Stadium.

## Statystyki
| Rok  | Liga | Poz. | Playoffy       | Z  | P | R | Pkt. | BZ | BS | H     | A     |
| ---- | ---- | ---- | -------------- | -- | - | - | ---- | -- | -- | ----- | ----- |
| 2011 | WPS  | 4    | Pierwsza Runda | 5  | 9 | 4 | 19   | 19 | 24 | 4-3-2 | 1-6-2 |
| 2010 | WPS  | 2    | Półfinał       | 10 | 8 | 6 | 36   | 36 | 28 | 5-6-1 | 5-2-5 |
| 2009 | WPS  | 5    | -              | 7  | 9 | 4 | 25   | 18 | 20 | 4-3-3 | 3-6-1 |